# Сан-Мамес-де-Кампос
Сан-Мамес-де-Кампос (ісп. San Mamés de Campos) — муніципалітет в Іспанії, у складі автономної спільноти Кастилія-і-Леон, у провінції Паленсія. Населення — 66 осіб (2010).
Муніципалітет розташований на відстані близько 230 км на північ від Мадрида, 37 км на північ від Паленсії.

## Демографія
Динаміка населення (INE ):